# Абсолютний ресурсний дефіцит
Абсолютний ресурсний дефіцит — на противагу відносному дефіциту якого-небудь ресурсу, який означає, що попит на нього перевищує  пропозицію протягом даного періоду часу (це може стосуватися різних ресурсів — (антропогенних, природних, відновлюваних і невідновних) — абсолютний дефіцит передбачає в довгостроковому плані досягнення кінцевого обсягу пропозиції цього ресурсу. Абсолютний ресурсний дефіцит може стосуватися тільки ресурсів, які виснажуються, наприклад, таких як викопне паливо.

## Ресурси Інтернету
- Еколого-економічний словник  [Архівовано 27 червня 2013 у Wayback Machine.]
- Економічна цінність природи  [Архівовано 27 вересня 2013 у Wayback Machine.]
- Концепция общей экономической ценности природных благ  [Архівовано 26 березня 2014 у Wayback Machine.]
- Традиционные и косвенные методы оценки природных ресурсов